# Luodong (Yilan)

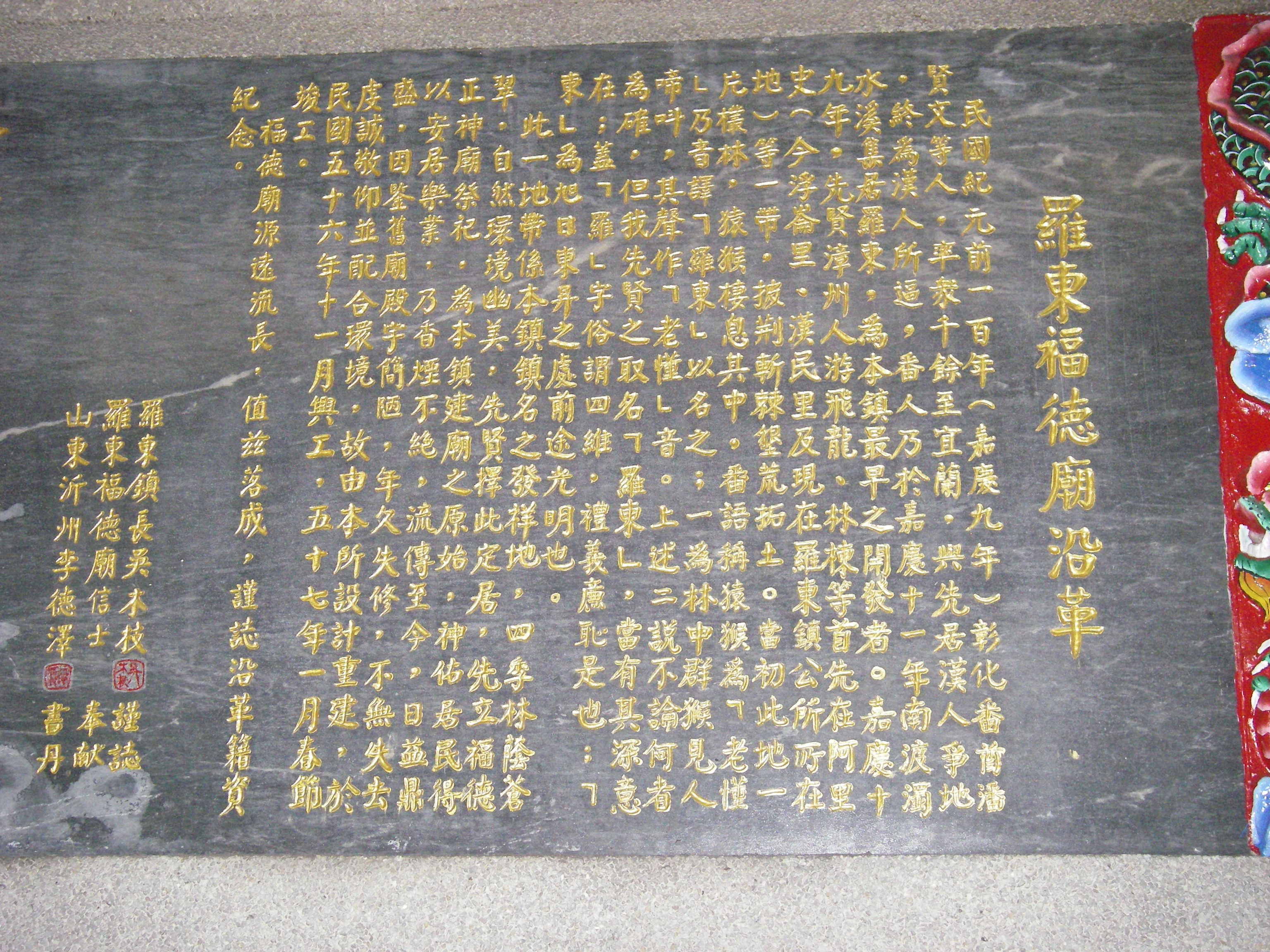
La inscripción en el Templo de Fude (El Dios de Tierra) de Luodong, narrando el origen del nombre Luodong.

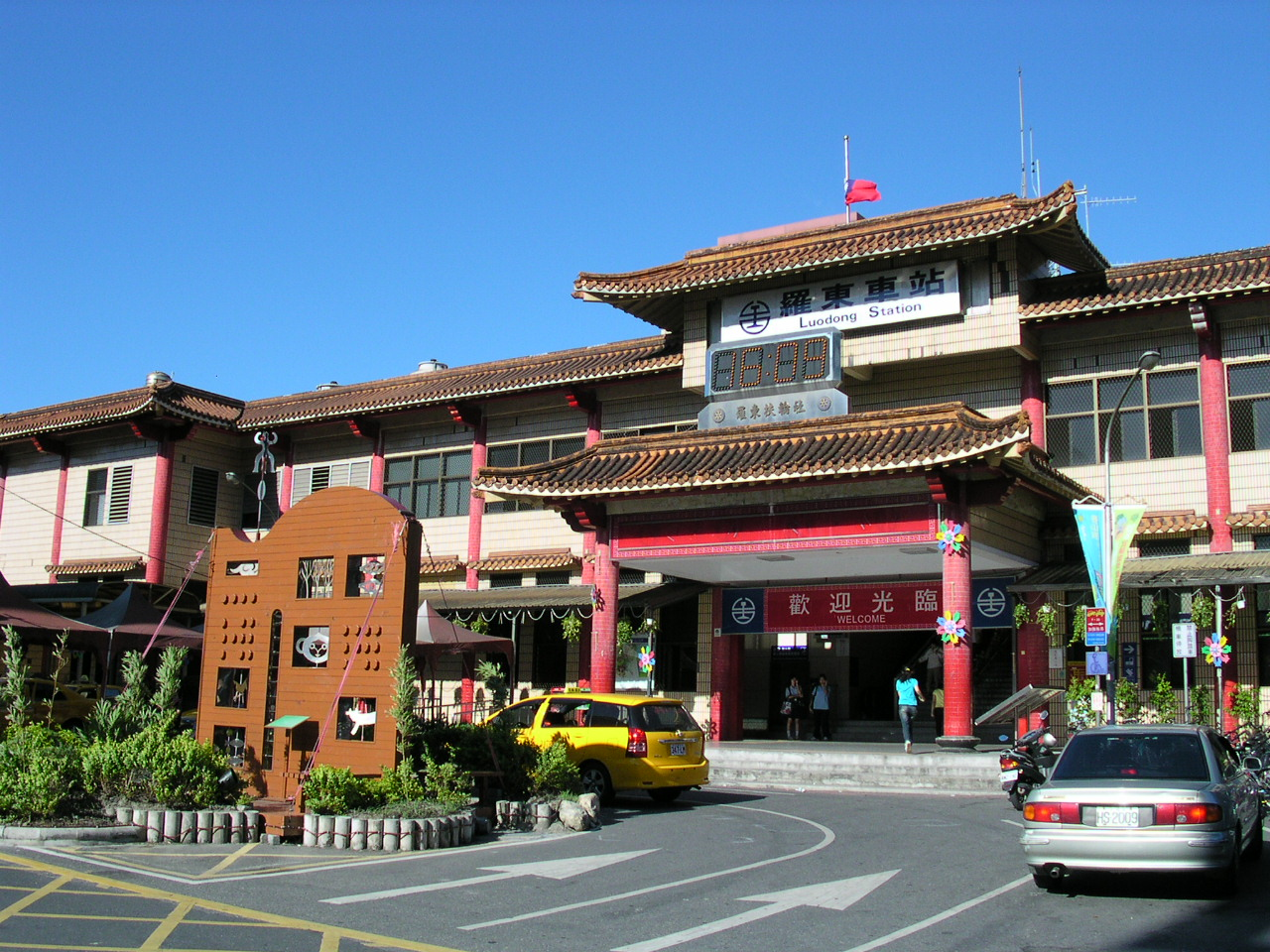
Estación de Luodong.

Luodong (chinos tradicionales: 羅東; pinyin: Luódōng; Wade-Giles: Lo-tung; taiwanés: Lô-tong; hakka: Lò-tûng-tsṳ́n) o a veces Lo-Tung según el sistema Wade-Giles es un pueblo de Taiwán que se halla situado en el centro de Yilan, al sur de Taipéi, a una hora por carretera. Luodong fue un centro de industria maderera debido a la presencia de numerosos bosques del alcanforero, el baniano y la acacia. Es aquí donde vivían los monos, llamados 'Roton' (transliterado en chino como "Laudon" (老懂)) por los aborígenes locales, del que se deriva el nombre chino "Luodong". Otro posible origen del nombre es la existencia de una roca en las inmediaciones que se asemejaría a un mono, conocidos como 'roton' en el idioma aborigen local.
En Luodong se encuentra el famoso parque del Río Dongshan, el mercado nocturno Luodong, el parque de deportes Luodong, el Parque Zhongshan de Luodong, y el centro de los artes tradicionales. También es posible visitar la montaña Taiping.
Actualmente Luodong se ha convertido en un centro turístico del condado de Yilan.
Luodong es el municipio más pequeño de Taiwán.

## Atracciones
- Mercado Nocturno de Luodong (羅東夜市)
- Parque Zhongshan de Luodong (羅東中山公園)
- Parque de Deportes de Luodong (羅東運動公園)
- Templo Zhen'an (震安宮)
- Templo de Dios de la Ciudad de Luodong (羅東城隍廟)
- El Parque Histórico de Bosque y la Charca de Planta Acuática (羅東林業文化園區)

## Educación

### Educación Secundaria Mayor
- Escuela Secundaria Mayor Nacional de Lo-Tung (國立羅東高中)
- Escuela Taller Comercial Nacional de Lo-Tung (國立羅東高商)
- Escuela Taller Industrial Nacional de Lo-Tung (enlace roto disponible en Internet Archive; véase el historial, la primera versión y la última). (國立羅東高工)
- Escuela Taller Médica de Santa María (私立聖母高護)

### Educación Secundaria Joven
- Escuela Secundaria Joven de Dong Guang (宜蘭縣立東光國中)
- Escuela Secundaria Joven de Guo Hua (宜蘭縣立國華國中)
- Escuela Secundaria Joven de Luodong (宜蘭縣立羅東國中)

### Educación Primaria
- Escuela Primaria de Cheng Gong (宜蘭縣羅東鎮成功國民小學)
- Escuela Primaria de Gong Jheng (宜蘭縣羅東鎮公正國民小學)
- Escuela Primaria de Jhu Lin (宜蘭縣羅東鎮竹林國民小學)
- Escuela Primaria de Luo-Dong (宜蘭縣羅東鎮羅東國民小學)
- Escuela Primaria de Pei-Cheng (宜蘭縣羅東鎮北成國民小學)